# Nenzing
Nenzing is een gemeente in de Oostenrijkse deelstaat Vorarlberg, gelegen in het district Bludenz (BZ). De gemeente heeft ongeveer 6000 inwoners.

## Geografie
Nenzing heeft een oppervlakte van 110,31 km². Het ligt in het westen van het land.

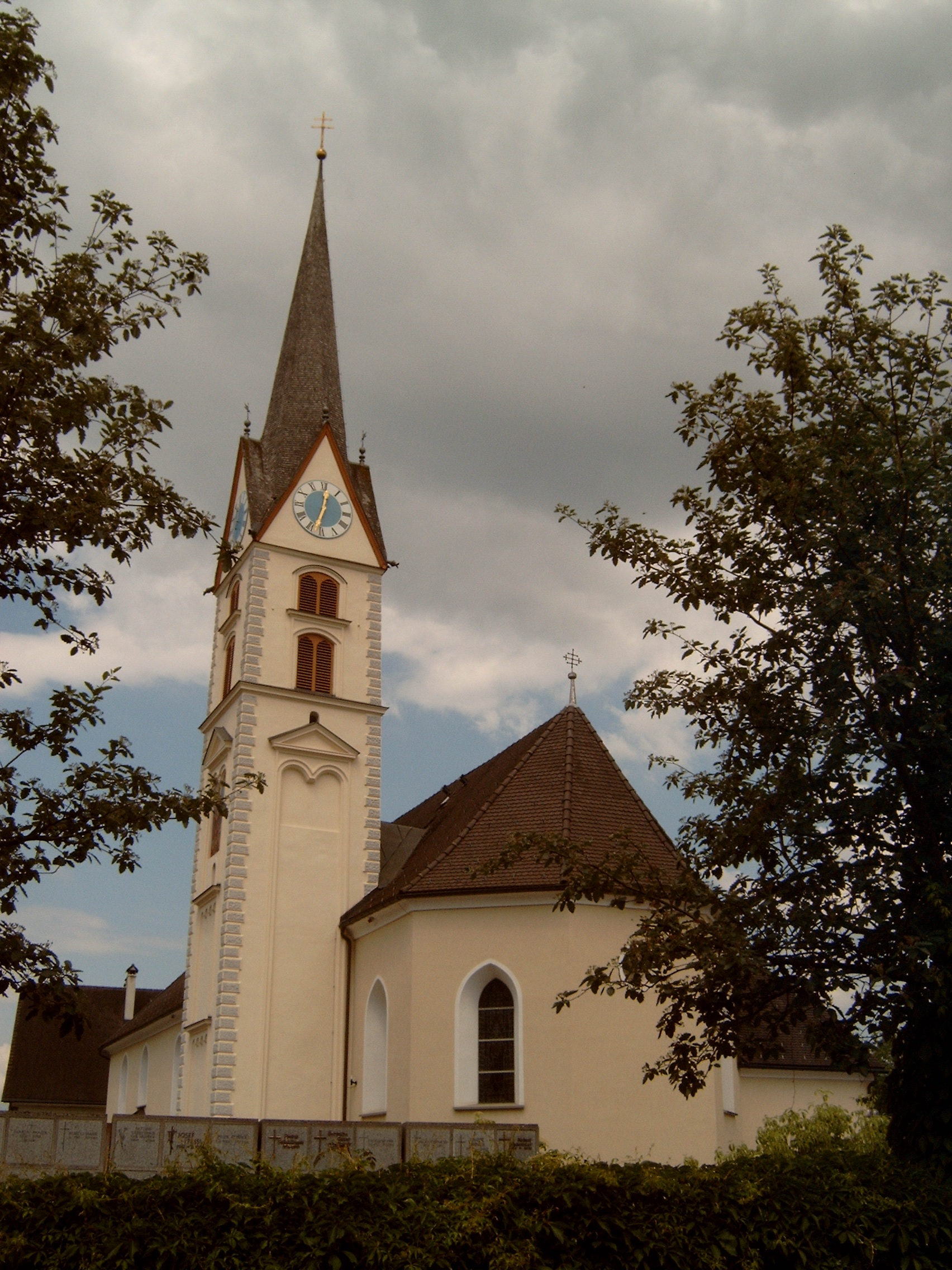
Nenzing, kerk

Bartholomäberg · Blons · Bludenz · Bludesch · Brand · Bürs · Bürserberg · Dalaas · Fontanella · Gaschurn · Innerbraz · Klösterle · Lech · Lorüns · Ludesch · Nenzing · Nüziders · Raggal · Sankt Anton im Montafon · Sankt Gallenkirch · Sankt Gerold · Schruns · Silbertal · Sonntag · Stallehr · Thüringen · Thüringerberg · Tschagguns · Vandans
- Gemeinsame Normdatei: 4117808-7
- Library of Congress Control Number: n98066123
- MusicBrainz: 261c179a-c274-4afb-9422-7227d87205f0
- Nationale Bibliotheek van Tsjechië: xx0324693
- Nationale Bibliotheek van Israël: 987007535819405171
- Virtual International Authority File: 133356666
- WorldCat: E39PBJh4ytCJdKVkfYbYb8vWDq